# Kwekwe General Hospital
Kwekwe General Hospital är ett sjukhus i Kwekwe, Zimbabwe, grundat omkring år 1900. Det är det största sjukhuset i regionen, det vill säga Kwekwe-distriktet och Zhombe-distriktet. Sjukhuset är statsägt, men kommunfullmäktige har övergripande insyn.